# 199.ª Divisão de Infantaria (Alemanha)
A 199ª Divisão de Infantaria (em alemão:  199. Infanterie-Division) foi uma unidade militar que serviu no Exército alemão durante a Segunda Guerra Mundial.

## Comandantes
| Comandante                       | Data                                       |
| -------------------------------- | ------------------------------------------ |
| Generalleutnant Hans von Kempski | 1 de novembro de 1940 - 1 de abril de 1942 |
| Generalleutnant Wilhelm Raithel  | 1 de abril de 1942 - 1 de agosto de 1943   |
| Generalleutnant Walter Wißmath   | 1 de agosto de 1943 - 20 de junho de 1944  |
| Generalleutnant Helwig Luz       | 20 de junho de 1944 - 8 de maio de 1945    |

## Oficiais de operações
| Major Otto Egelhaaf                                    | 25 de outubro de 1940-25 de fevereiro de 1943 |
| Oberstleutnant Hubert Freiherr Schenck zu Schweinsberg | 25 de fevereiro de 1943-1945                  |

## Área de operações
| Noruega              | novembro de 1940 - maio de 1941  |
| Finlândia            | maio de 1941 - dezembro de 1941  |
| Noruega              | dezembro de 1941 - março de 1945 |
| Dinamarca & Alemanha | de março de 1945 - maio de 1945  |